# Giulia Sissa
Giulia Sissa (Mantova, 16 giugno 1954) è una grecista italiana.

## Biografia
Laureatasi in Lettere classiche presso l'Università degli Studi di Pavia nel 1977, ha successivamente conseguito il diplôme d'études approfondies presso l'École des Hautes Études en Sciences Sociales di Parigi. Ricercatrice del Centre National de la Recherche Scientifique di Parigi, è stata componente del Laboratoire d'Anthropologie Sociale (LAS) del Collège de France.  Oggi è professore ordinario presso l'Università della California, Los Angeles. Le sue ricerche hanno riguardato la filosofia e la religione greca, nonché la storia della sessualità nell'antichità.

## Opere
- Le corps virginal. La virginité féminine en Grèce ancienne. Vrin, Paris 1987 (Études de psychologie et de philosophie, 22), ISBN 2-7116-0934-0; traduzione italiana: La verginità in Grecia, Roma-Bari, Laterza, 1992.
- Le Plaisir et le Mal. Odile Jacob, Paris 1997.
- (con Marcel Detienne): The Daily Life of the Greek Gods. Stanford University Press, Stanford 2000 ISBN 978-0-8047-3614-5; traduzione italiana:  La vita quotidiana degli dei greci, Roma-Bari, Laterza, 2005.
- Sex and Sensuality in the Ancient World. Yale University Press, London 2008 ISBN 978-0-300-10880-4; traduzione italiana; Eros tiranno. Sessualità e sensualità nel mondo antico, Roma-Bari, Laterza, 2003.